# Thanatus flavescens
Thanatus flavescens är en spindelart som beskrevs av O. Pickard-Cambridge 1876. Thanatus flavescens ingår i släktet Thanatus och familjen snabblöparspindlar.
Artens utbredningsområde är Egypten. Inga underarter finns listade i Catalogue of Life.